# Лочу, Клод-Макс
Клод-Макс Лочу — современный художник, живописец и дизайнер, окончил Школу изящных искусств в Безансоне . Родился в Делле во Франш-Конте в 1951 году, много лет поселился в Париж, затем в Каррьере-сюр-Сен, сейчас живёт и работает в Арль. Он выставлялся в музеях Доля, Гайяка и Фора в Экс-ле-Бен, где некоторые из его картин являются частью коллекций.

## Биография
Клод-Макс Лочу изучал живопись в региональной школе изящных искусств в Безансоне (мастерская Жана Рикардона), которую он окончил в 1975 году и впервые выставился в 1976 году в Рабате и Танжере в Марокко. Он переехал в Париж в 1979 году и участвовал в Салоне Монруж в 1981 и 1982 годах.
Во время первой поездки в Япония в 1982 году он изучал Гохуа, технику туши, у художника Шико Ито. В 1985 году он вернулся в Японию, чтобы пройти по маршруту Токайдо Хиросигэ между Киото и Токио, и был вдохновлен концепцией 不易 流行, постоянства в движении, разработанной Басё, поэтом хайку. Таким образом, он начинает серию картины путешествия, как путешествующие художники, делающие путешествия источником вдохновения. Такой подход положит начало «Maisons du Ciel», исследованиям рельефа городов Парижа, Рима, Лиссабона, Амстердама, Нью-Йорка, Лондона, Лос-Анджелеса и Берлина. Клод-Макс Лоху также изучает натюрморты, интерьеры и южные пейзажи, где он ищет поэзию, а не репрезентацию. Помимо работы с различными галереями, Клод-Макс Лочу выставлялся в музее Доля в 1985 году и в музее Фора в Экс-ле-Бен в 2000 и 2012 годах.
В 2000 году он выставил картину Экс-ле-Бен с Английского бульвара в музее Фора , картину, которую он исполняет на его 1- й выставке в Экс-ле-Бен, и сейчас она находится у входа в музей . Картина представляет собой вид на город в полете. В 2012 году ретроспектива его работ снова прошла в музее Фора в Савойе, и портрет Огюст Роден пополнил коллекции музея.
С 2001 года он выставлялся в Accademia libera natura e cultura в Кверчето , Италия.

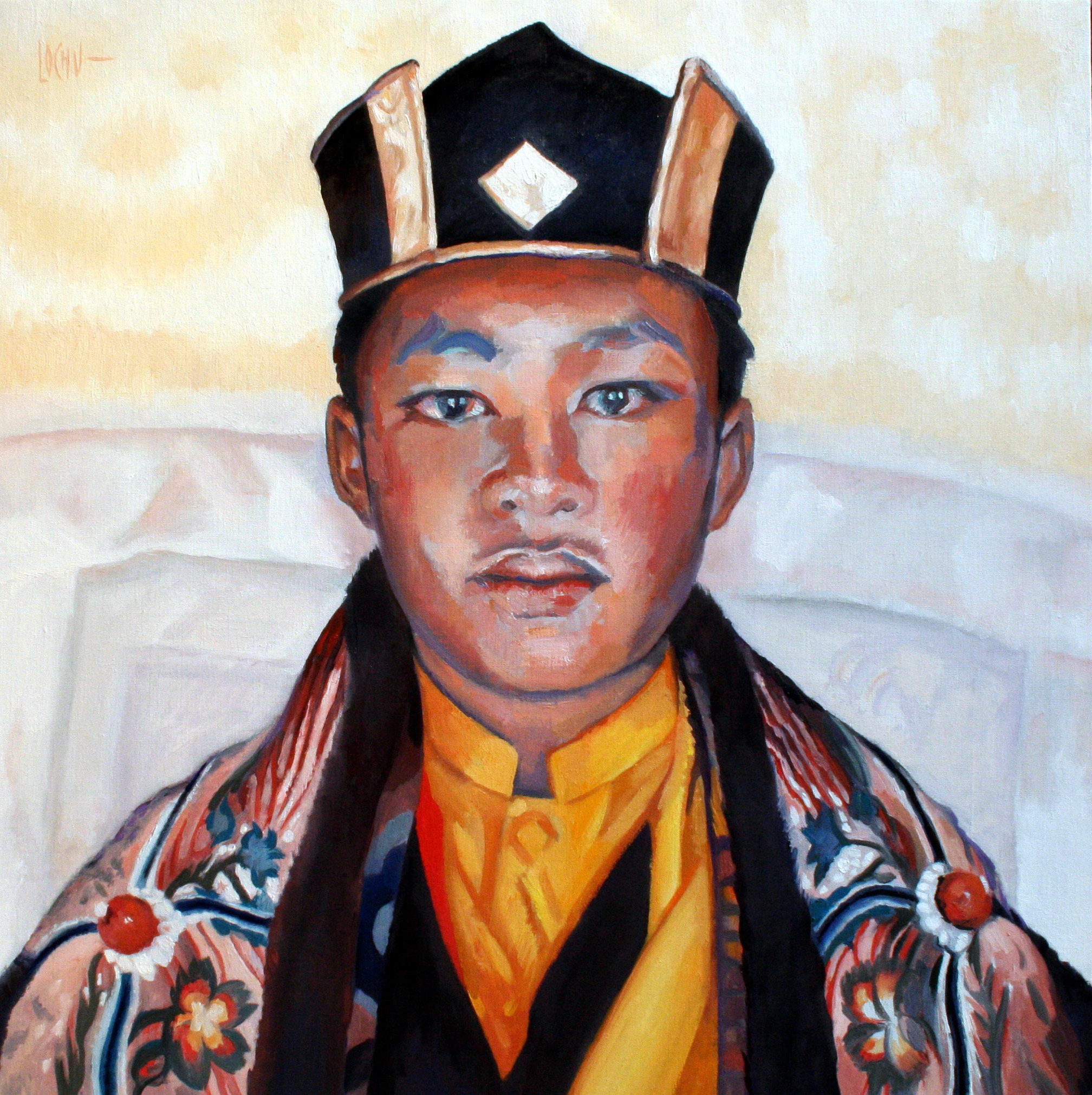
Гьялва Кармапа, 100 x 100 cm, 2008, масло на холсте

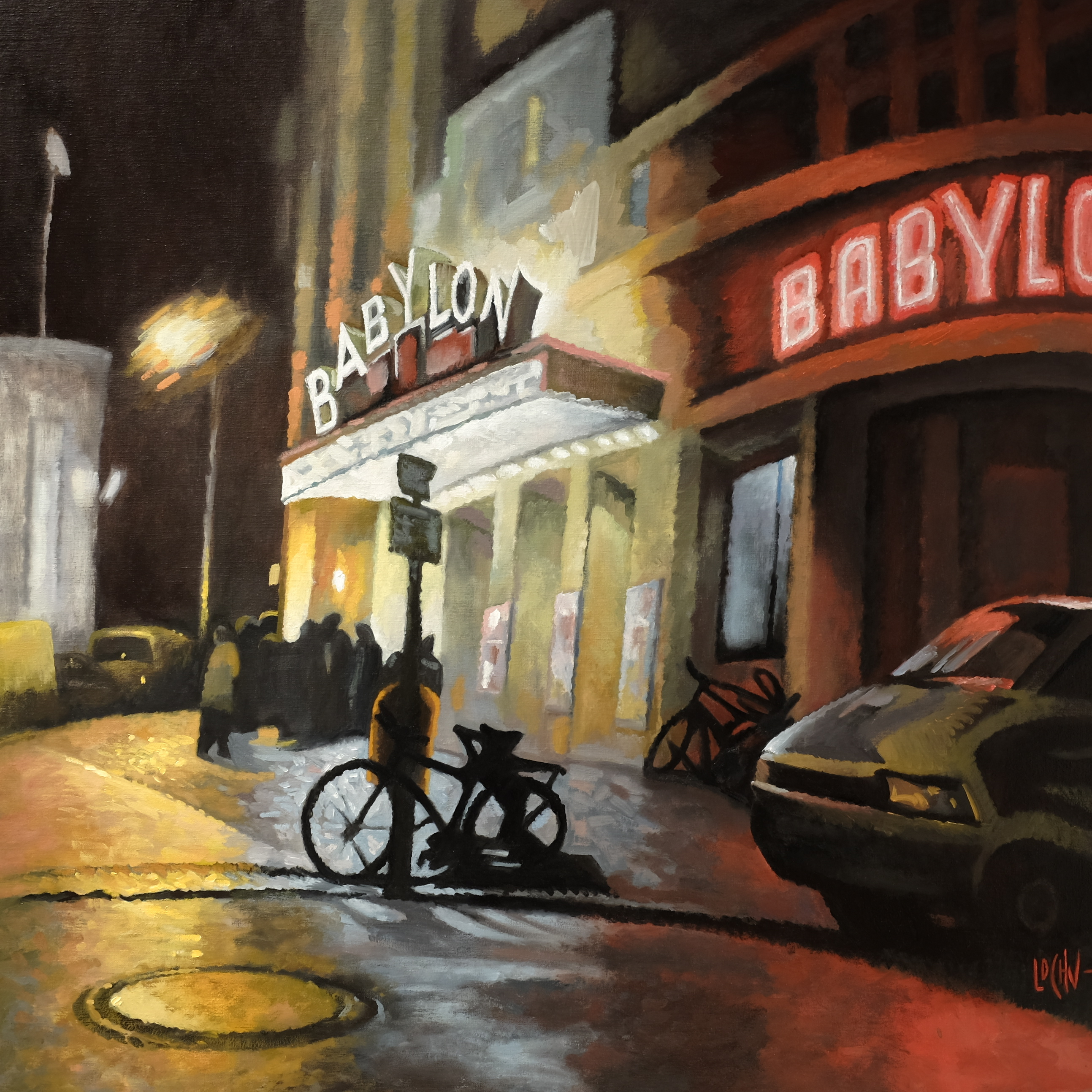
Кино Вавилон, 100 x 100 cm, 2017, масло на холсте

В 2006 году он участвовал в фестивале «Мир и свет» для проекта Лама Гъюрме по строительству Храма мира в Нормандии с целью содействия мир во всём мире и межрелигиозному диалогу..
В 2013 году он выставлялся в Музее изящных искусств Гайяка в Тарне.
С июля по Сентябрь 2013, 26 его холстов, гуаши и рисунки представлены в конце посещения Музей Peugeot в Сошо в Ду.
Туристический офис Pays des Impressionnistes, основанный на зарождении импрессионизм на берегу Сены, организовал посещение своей мастерской в Каррьере-сюр-Сен вЯнварь 2014.
Галерея-мастерская Les Pissenlits, расположенная в Комбе, в Ду, посвящает выставкуноябрь 2014 К январь 2015.
В март 2016, он выставлялся в галерее Gavart на улице д’Аржансон в Париже.
В мае и июнь 2017, выставка его картин « Путешествие» проходит в культурном центре Жана Вилара в Марли-ле-Руа.
С июня по август 2018 года он является одним из 37 художников, участвующих в Jubilons → Jubilez — Retrospective et Perspectives, последней выставке, организованной в музее Фора его куратором Андре Лиатаром.
В 2017 году он переехал в Арль, где создал серию пейзажей и выставлялся в галерее Cezar в августе 2021 года.

## Публикации
- Catalogue d’exposition de Claude-Max Lochu, 1985, Musée des Beaux-Arts de Dole[23]
- Illustrations de La Princesse qui aimait les chenilles de René de Ceccatty en collaboration avec Ryôji Nakamura, 1987, éditions Hatier, ISBN 2218078589
- Claude Max Lochu : exposition, Aix-les-Bains, Musée Faure, 7 avril-15 mai 2000, éditeur Aix-les-Bains : Musée Faure, 2000, ISBN 2908214075 и ISBN 9782908214079
- Claude-Max Lochu: Pour solde de tout compte : expositions, Musée Faure, Aix-les-Bains, 7 avril-17 juin 2012 et Musée des beaux-arts, Gaillac, 1er trimestre 2013, éditeur Musée Faure, 2012, ISBN 2357570229 и ISBN 9782357570221
- Claude-Max Lochu, Bruno Smolarz, Objets intranquilles & autres merveilles, Atéki éditions, 2021, ISBN 9782957345212[24]